# Antonio Cubeddu
Antonio Cubeddu (Ozieri, 21 aprile 1863 – Roma, 1954) è stato un poeta italiano di lingua sarda.

## Biografia
Ebbe l'idea (che orgogliosamente rivendicava: pro initziativa mia rara) di indire la prima gara moderna di poesia estemporanea sarda, che si svolse nel mese di settembre del 1896 a Ozieri. Per quasi tutta la vita partecipò a diverse gare poetiche sui palchi dei paesi sardi con Antonio Farina, Giuseppe Pirastru, Gavino Contini, Salvatore Testoni e Sebastiano Moretti. Durante una gara poetica improvvisò un'ottava che divenne un canto di genere sa disisperada.